# اوستنده ۹۴۷۱
سیارک ۹۴۷۱ (به انگلیسی: 9471 Ostend، نامگذاری:1998OU13) نه هزار و چهارصد و هفتاد و یکمین سیارک کشف شده‌است که در ۲۶ ژوئیه ۱۹۹۸ کشف شد.
قدر مطلق سیارک برابر ۱۳٫۵۰ است.